# Stellifer fuerthii
Stellifer fuerthii е вид бодлоперка от семейство Sciaenidae. Видът не е застрашен от изчезване.

## Разпространение и местообитание
Разпространен е в Гватемала, Еквадор, Колумбия, Коста Рика, Мексико, Никарагуа, Панама, Перу, Салвадор и Хондурас.
Среща се на дълбочина от 1,5 до 25 m.

## Описание
На дължина достигат до 20 cm.